# 2018年の猛暑 (日本)
2018年の猛暑（2018ねんのもうしょ）は、2018年（平成30年）の夏に日本の東日本・西日本を襲った記録的な高温（猛暑）。夏（6 - 8月）の平均気温は、東日本（関東甲信・東海・北陸）で平年比+1.7℃となり、1946年の統計開始以降、最も高くなった。西日本でも平年比+1.1℃で、統計開始以降第2位だった。但しこの年の奄美沖縄のみは冷夏であった。

## 概況

### 6月
梅雨前線が日本の南海上に位置することが多く、南東海上の太平洋高気圧が強かったため、東日本・西日本では日照時間が平年よりも多く、月平均気温は例年より全国的に高かった。ただし中旬は気温が低く、上旬と下旬の気温が高かったため月間の変動が大きかった。また関東甲信地方では統計開始以降最も早い29日に梅雨明けした。

### 7月
7月8日までは台風第7号や梅雨前線により、西日本を中心に記録的な大雨となった（平成30年7月豪雨）が、その後は太平洋高気圧の影響で晴れ、厳しい暑さが続いた。7月23日に埼玉県熊谷市で日本歴代最高気温の41.1℃を記録するなど、全国的に記録的な高温となった。
7月の平均気温は、平年と比べて東日本で+2.8℃で1946年の統計開始以降最高となり、西日本でも+1.6℃で1994年（平成6年）に次ぐ第2位タイとなった。北日本でも+1.6℃となった。

### 8月
東日本・西日本では、8月前半は引き続き晴れて気温が非常に高い日が多く、特に東海地方では40℃以上を複数回記録するなど猛烈な暑さになった。一方で8月中旬の後半にはこの時期としては非常に強い寒気が流入し全国的に気温が平年より低く（3年後の2021年は8月中旬のみ大冷夏であった）、特に東日本や北日本を中心に広範囲で8月の最低気温の低い値を更新した。8月下旬には秋雨前線や台風の影響で曇りや雨の日もあったが、全体としては顕著な高温となった。
一方、北日本では冷たい空気が流れ込む時期もあり、8月の気温は平年並みとなった。
8月の平均気温は、平年と比べて東日本で+1.3℃、西日本でも+1.3℃。北日本では-0.5℃だった。

### 9月
9月の平均気温は、平年と比べて沖縄・奄美で+0.7℃、北日本で+0.4℃と高かったが、東日本と西日本ではともに-0.1℃だった。

## 原因
気象庁の8月10日時点での分析によると、7月中旬以降の記録的な高温の要因は、太平洋高気圧とチベット高気圧がともに日本付近に張り出し続けたことにあり、これによって安定した晴天が続いて気温が上がった。これらの高気圧が日本に張り出したのには、亜熱帯ジェット気流が北に大きく蛇行し続けたことと、フィリピン付近での積雲対流活動が盛んだったことが影響したという。

## 経過
7月27日、7月28日、8月10日は相対的に気温が低かったものの、36℃以上の猛暑観測地点は存在している。一方、8月16日 - 20日もほとんど猛暑日を観測しておらず、8月17日と18日は猛暑日観測なしとなっている。

### 時系列
- 6月25日 - 栃木県佐野市で36.4℃など、10地点でこの年全国初となる猛暑日となる[8]。
- 6月29日ごろ - 気象庁によると、関東甲信で梅雨明けしたとみられる[1]。6月に関東甲信で梅雨明けするのは統計史上初。
- 6月28日から7月8日 - 北海道や東海から西日本で記録的豪雨（平成30年7月豪雨）。
- 6月29日 - 山形市で37.5℃、埼玉県寄居町で37.5℃、群馬県伊勢崎市で37.4℃を観測。
- 6月30日 - 栃木県佐野市で37.0℃、群馬県伊勢崎市で36.7℃、桐生市で36.4℃など北関東で猛暑。
- 7月1日 - 富山県富山市秋ケ島で36.9℃、福島県伊達市梁川で36.8℃、群馬県伊勢崎市で36.5℃など。近畿地方でも大阪府八尾市が36.1℃を観測。
- 7月2日 - 群馬県伊勢崎市で37.3℃、栃木県佐野市で37.1℃、福島県喜多方市で36.9℃、二本松市で36.8℃など北関東～南東北で顕著な猛暑となった。
- 7月3日 - 福島市で36.5℃、群馬県館林市で36.4℃、伊勢崎市で36.3℃など。
- 7月9日ごろ - 気象庁によると、九州から東海・北陸で梅雨明けしたとみられる[1]。
- 7月10日 - 大分県日田市と佐賀市で36.6℃、福岡県久留米市で36.5℃など九州地方が本格的な猛暑となる。
- 7月11日 - 岐阜県多治見市で36.1℃、熊本県玉名市岱明町で36.0℃など。
- 7月12日 - 大分県日田市で36.1℃、福岡県久留米市で36.0℃を観測。
- 7月13日 - 群馬県館林市、埼玉県熊谷市で36.1℃など本格的な猛暑が始まる。
- 7月14日 - 記録的な猛暑の始まり。京都市で38.5℃、三重県松阪市（粥見）で38.2℃、岐阜県多治見市で38.7℃、岐阜県郡上市八幡で38.4℃を観測。
- 7月15日 - この年初の全国200地点で猛暑日を観測。京都府福知山市と岐阜県揖斐川町で38.8℃、京都市で38.7℃、滋賀県東近江市で38.5℃を観測。
- 7月16日 - 岐阜県揖斐川町で39.3℃を観測したのをはじめ、多治見市と岐阜市で39.0℃、美濃市と郡上市八幡で38.8℃、愛知県豊田市で38.7℃、名古屋市でこの年初の38℃以上となる38.0℃を観測。全国186の地点で猛暑日を記録した。
- 7月17日 - 前日の猛暑が続き岐阜県郡上市八幡で38.7℃、多治見市で38.4℃を観測。
- 7月18日 - 岐阜県多治見市で40.7℃、同県美濃市で40.6℃を観測し、日本で5年ぶりに40℃を超えた[9]。岐阜の他地域も軒並み猛暑となり、美濃加茂市で39.7℃、岐阜市と揖斐川町で39.6℃など県内7地点が39℃以上となった。その他名古屋市で39.2℃となるなどこの年初の39℃超え。豊田市では39.7℃、群馬県館林市で38.9℃、伊勢崎市で38.4℃、栃木県佐野市で38.3℃を観測した。
- 7月19日 - 近畿地方で猛烈な暑さ。京都市で39.8℃を観測し、同市の観測史上最高気温1位タイ記録となった。ほかに大阪府枚方市で38.9℃、豊中市で38.7℃、大阪市で38.0℃を観測。また、山口市で38.7℃、九州地方でも熊本県菊池市でこの年県内最高の38.8℃、熊本市、水俣市で38.1℃を観測。
- 7月20日 - 福岡市で観測史上最高の38.3℃を記録したほか、太宰府市で38.6℃、久留米市で38.5℃、佐賀県嬉野市で38.5℃など猛烈な暑さとなった。また、近畿地方も引き続き猛暑に見舞われ、兵庫県豊岡市で38.9℃、京都市では7日連続で最高気温38℃以上となった。福島市も38.1℃を観測。
- 7月21日 - 京都府舞鶴市で38.2℃、鳥取市で38.2℃、兵庫県豊岡市で38.0℃を観測するなど日本海側が猛烈な暑さとなった。また、群馬県伊勢崎市、館林市で38.0℃、埼玉県熊谷市で38.0℃を観測。
- 7月22日 - 岐阜県郡上市八幡で観測史上最高タイの39.8℃、京都府舞鶴市で観測史上最高（当時）の38.8℃を記録。また、名古屋市で39.5℃、愛知県豊田市で39.6℃、愛西市で38.8℃、大府市で38.7℃を観測。
- 7月23日 - 関東・東海を中心に空前の記録的猛暑。埼玉県熊谷市で日本歴代最高となる41.1℃を観測[4]。また東京都青梅市で40.8℃を観測し都内観測史上初の40℃超えとなった。また岐阜県多治見市でこの年2度目の40.7℃、山梨県甲府市で40.3℃を観測した。他にも、東京都練馬区で39.6℃、東京都八王子市で39.3℃など都内4地点で39℃以上、埼玉県寄居町で39.9℃、所沢市、鳩山町で39.8℃、さいたま市で39.3℃など県内7地点で39℃以上、群馬県桐生市で39.9℃、高崎市上里見で39.8℃、館林市で39.4℃など県内5地点で39℃以上、栃木県佐野市で39.2℃、岐阜県美濃市で39.8℃、岐阜市で39.1℃、愛知県名古屋市、豊田市、新城市で39.6℃、岡崎市で39.3℃、三重県桑名市で39.7℃など。西日本では奈良県上北山村で38.3℃、奈良市で37.9℃など。その結果、242地点で猛暑日となり、39℃以上の地点は29箇所、関東、中部地方を中心に、全国21地点で観測史上最高気温を記録した。
- 7月24日 - 岐阜県美濃市で39.3℃、兵庫県福崎町で38.8℃、大阪府豊中市で38.7℃、山梨県甲府市で38.5℃、兵庫県洲本市で観測史上最高（当時）となる37.1℃を記録した。中四国では愛媛県四国中央市で観測史上最高気温の38.3℃、岡山県高梁市で38.7℃、岡山市でこの年最高気温の38.1℃を観測。
- 7月25日 - 山口市で県内観測史上最高（当時）となる38.8℃を記録、また岡山県高梁市で38.7℃（2日連続）、広島県安芸太田町（加計）で38.6℃、高知県四万十市江川崎で38.5℃を観測した。また、京都市では38.5℃を観測し、早くも10回目の38度以上となった。
- 7月26日 - 長崎県対馬市厳原で観測史上最高となる36.9℃を記録した。また福岡県久留米市で38.5℃を観測。山口市では38.3℃と前日に続き38℃以上を観測した。
- 7月27日 - 佐賀県佐賀市で37.6℃、山口市で37.5℃、熊本市で37.0℃など。佐賀市では14日連続猛暑日となり、史上タイ記録となった。
- 7月29日 - 台風12号によるフェーン現象で、新潟県上越市大潟と同県三条市で39.5℃、長岡市、長岡市寺泊で39.4℃、胎内市（中条）で39.2℃、福井県では空前の猛暑となり、坂井市（春江）で県内観測史上最高（当時）の39.0℃、坂井市（三国）で38.9℃などを観測。北陸地方を中心に全国24地点で観測史上最高記録となった。
- 7月30日 - 引き続き、日本海側を中心に猛暑。石川県かほく市で37.7℃、福井市で37.0℃。また、秋田県横手市で37.0℃を観測したほか、県内14地点で猛暑日となった。
- 7月31日 - 北海道佐呂間町で36.4℃、同雄武町で当時の観測史上最高となる35.2℃を記録するなど北海道や東北地方北部でも厳しい暑さとなり、全国754地点で真夏日。また、山陰地方でも鳥取県鳥取市で38.5℃、兵庫県豊岡市で38.0℃を観測。
- 8月1日 - 東北地方で顕著な猛暑となり、福島市で38.1度を観測したほか、仙台市で観測史上最高となる37.3℃を記録。また、三陸地方の岩手県釜石市で36.7℃観測。今季最多となる756地点で真夏日を記録した。また、京都府舞鶴市で38.6℃、埼玉県熊谷市で38.3℃、兵庫県豊岡市で38.1℃などを観測。
- 8月2日 - 岐阜県多治見市で40.2℃を観測し、日本でこの年3度目となる40℃越えとなった。また、名古屋市と三重県桑名市で39.6℃、津市で38.5℃、山梨県甲府市で38.7℃。愛知県豊田市、愛西市で38.7℃など中京地方が猛烈な暑さに襲われた。
- 8月3日 - 中京地方で記録的猛暑。名古屋市で40.3℃となり、五大都市で初めて40℃を超えた。岐阜県美濃市でも40.3℃、三重県桑名市で県内観測史上最高（当時）の39.8℃、愛知県豊田市で39.6℃、岐阜県美濃加茂市で39.1℃、揖斐川町で39.0℃、静岡県浜松市天竜区（佐久間）で38.7℃を観測。また、埼玉県熊谷市で38.7℃、東京都府中市で38.0℃を観測。
- 8月4日 - 岐阜県美濃市で38.7℃、岐阜市、郡上市八幡で38.0℃を観測。また、兵庫県宍粟市一宮町で38.5℃、岡山県真庭市（久世）で38.4℃、高梁市で38.3℃を観測。
- 8月5日 - 名古屋市で39.9℃、京都市で39.5℃、前橋市で39.1℃など今季最多となる全国256地点で猛暑日を記録。他に岐阜県郡上市八幡で39.7℃、美濃市で39.5℃、下呂市金山で39.2℃、岐阜市、多治見市で39.1℃、群馬県伊勢崎市で39.3℃、愛知県愛西市、京都府福知山市などで38.8℃。また、長野県上田市で初の38℃超えとなる38.3℃を観測している。中四国地方では岡山県真庭市（久世）でこの年県内最高気温の38.8℃、津山市で38.4℃、鳥取県智頭町で38.9℃、広島県安芸太田町（加計）でこの年県内最高気温の38.8℃を観測。
- 8月6日 - 引き続き東海地方で猛烈な暑さ。岐阜県下呂市金山で41.0℃を観測し、日本歴代2位タイ記録となる。また同県多治見市で40.4℃となりこの年4度目の40℃越え、美濃市でも40.3℃を記録。名古屋市では39.4℃で、この年7回目の39℃超えとなった。ほかに岐阜県岐阜市で39.3℃、美濃加茂市で39.2℃、愛知県豊田市で39.1℃、大府市で38.9℃、長野県飯田市南信濃町、山梨県甲州市勝沼町で38.4℃など。
- 8月7日 - 愛媛県松山市で観測史上最高となる37.4℃を記録。また、鹿児島市（喜入）、宮崎県えびの市加久藤でこの年県内タイ記録の37.1℃を観測。ほかに広島市で37.2℃を観測。
- 8月8日 - 岐阜県美濃市で41.0℃を観測し、日本歴代2位タイ記録となる。美濃市でもこの年4度目の40℃超え。国内で41℃を越えたのはこの年3度目。また、同県下呂市金山でも40.5℃を記録した。この年国内で40℃を越えた件数は計14回となった。
- 8月9日 - 岐阜県郡上市八幡と下呂市金山で38.7℃、美濃市で38.5℃、美濃加茂市で38.1℃、多治見市で38.0℃を観測。
- 8月11日 - 岐阜県多治見市で39.1℃。この年10回目の39度超えとなった。また、名古屋市でも38.2℃を観測し、この年12回目の38℃超えとなった。
- 8月12日 - 大分県日田市で39.1℃を記録。長崎県大村市で県内観測史上2位となる38.7℃を記録。また、福岡県久留米市で38.6℃を観測。
- 8月13日 - 大分県日田市で、九州における観測史上最高となる39.9℃を記録（これまでは1994年の佐賀、2013年の天草市牛深で記録した39.6℃が1位であった）。また、福岡県久留米市で県内観測史上最高気温の39.5℃、佐賀県嬉野市で39.0℃を観測するなど九州北部で顕著な猛暑となった。また、滋賀県大津市で38.0℃、京都府京田辺市で38.0℃を観測。
- 8月14日 - 西日本で猛暑。熊本県天草市牛深で38.2℃、宇城市（三角）で38.3℃、大分県日田市で38.1℃、長崎県佐世保市で38.0℃、大村市で38.2℃、愛媛県西予市（宇和）で38.2℃、島根県津和野町で38.2℃、兵庫県豊岡市で38.6℃、福井県美浜町で38.2℃を観測。長崎県ではこの年一番の猛暑となった。
- 8月15日 - 北陸地方でフェーン現象発生。富山市で38.3℃を観測。
- 8月21日 - 久留米市で38.4℃、また福岡市天神で38.1℃、博多で38.0℃、前原市で37.8℃、佐賀県佐賀市で38.0℃を観測。
- 8月22日 - フェーン現象が発生し、大阪府堺市で府内観測史上3位となる39.7℃を観測。また、京都府福知山市で39.6℃、富山県富山市で39.5℃、鳥取県境港市で38.5℃等観測史上最高となる気温を観測。兵庫県豊岡市（39.1℃）や長野県長野市（38.5℃）、鳥取県米子市（38.3℃）、岩手県釜石市（37.9℃）でもこの年の最高気温を観測。また、最低気温でも福岡県福岡市で観測史上2番目に高い最低気温30.5℃を観測。その他、長崎県佐世保市で最低気温29.6℃を観測。
- 8月23日 - 台風20号などの影響によるフェーン現象などにより山陰、北陸、東北で気温が上がり、新潟県胎内市で40.8℃、同県三条市で40.4℃、同県上越市大潟で40.0℃を観測。北陸で観測史上初めて40℃以上を記録した[10]。石川県でもかほく市で39.2℃、志賀町で39.1℃を観測。新潟県では県内8地点で39℃以上となった。また、山陰地方では鳥取県鳥取市（湖山）で県内史上最高気温の39.2℃、島根県益田市で38.0℃、東北地方では山形県山形市で39.0℃、酒田市で38.9℃、秋田県仙北市田沢湖で観測史上最高の36.5℃、横手市で38.6℃、福島県会津若松市で観測史上最高の38.5℃を観測。
- 8月24日 - 鳥取県鳥取市青谷で38.3℃を観測、また、米子市、境港市で37.4℃、島根県松江市で37.2℃など山陰地方で猛暑が続いた。また、大分市でこの年最高気温となる37.3℃を観測したほか、国東市（国見）、杵築市で37.1℃を観測。
- 8月25日 - 群馬県伊勢崎市で38.9℃、茨城県古河市で38.7℃、東京都青梅市で38.0℃を観測するなど、前日とは一転した猛暑となった。また、大分県日田市で37.9℃、熊本市で37℃、熊本県菊池市で37.3℃など九州地方でも猛暑となった。
- 8月26日 - 群馬県伊勢崎市で39.0℃、茨城県古河市で38.5℃を観測するなど関東で猛烈な暑さが続いた。千葉県ではこの年一番の暑さとなり、佐倉市、我孫子市、市原市牛久で37.6℃を観測した。
- 8月27日 - 埼玉県越谷市で37.8℃、さいたま市で37.7℃、東京都青梅市で37.1℃など南関東で厳しい残暑が続いた。また、岐阜県多治見市で37.6℃、三重県桑名市で37.8℃を観測。
- 8月29日 - 大分県日田市で36.8℃を観測、この年41回目の猛暑日となった。また、福岡県久留米市でもこの年43回目の猛暑日となった。
- 8月31日 - 東京都青梅市で36.7℃、埼玉県越谷市で36.5℃など。また静岡県静岡市で36.4℃を観測し、この年一番の猛暑となった。

## 被害・影響
日本全国で7月に熱中症により緊急搬送された人は5万4220人、死者は133人で、2010年8月の搬送者2万8448人、2010年7月の死者95人を上回り、2008年の統計開始以降、月別で最多となった。

## 記録
日最高気温（全国歴代20位以内）
- 41.1℃ - 埼玉県熊谷市（全国歴代1位・7月23日）[注釈 1]
- 41.0℃ - 岐阜県下呂市金山（同2位・8月6日）
- 41.0℃ - 岐阜県美濃市（同2位・8月8日）
- 40.8℃ - 東京都青梅市（同6位・7月23日）
- 40.8℃ - 新潟県胎内市中条（同6位・8月23日）
- 40.4℃ - 新潟県三条市（同13位・8月23日）
- 40.3℃ - 愛知県名古屋市（同15位・8月3日）

※順位は当時のもの。
連続猛暑日
- 20日間連続 - 福岡県久留米市（7月9日から7月28日）
- 16日間連続 - 広島県安芸太田町加計（7月12日から7月27日）

### 期間ごとの記録
- 7月 - 月平均気温の最高値を47地点で更新、6地点でタイ記録となった。月降水量の最低値を1地点で、月間日照時間の最高値を5地点で、最低値を1地点で更新した。日最高気温が91地点で記録更新され、17地点でタイ記録となった[4]。

## 新語・流行語大賞
2018年7月23日に気象庁が臨時記者会見を開き、「命の危険があるような暑さ」「一つの災害と認識している」という内容のコメントを発表し、これ以降、各種メディアで用いられた「災害級の暑さ」という語が同年の新語・流行語大賞トップテンに選出された。